# Marcusenius
Marcusenius ist eine Gattung afrikanischer Süßwasserfische aus der Familie der Nilhechte (Mormyridae). Sie kommt in allen Regionen des subsaharischen tropischen Afrika vor sowie im Nil.

## Merkmale
Marcusenius-Arten werden 9,5 bis 45 cm lang und besitzen einen kurzen bis mäßig langgestreckten, seitlich abgeflachten Körper von typischer Nilhechtgestalt. Die Schnauze ist kurz und stumpf, das Maul endständig. Eine fleischige Verdickung des Unterkiefers dient als Sinnesorgan zum Aufspüren der Nahrung. Die wenigen Zähne sind konisch oder zweispitzig. Das hintere Körperprofil vor dem langen Schwanzflossenstiel ist dreieckig und läuft von der größten Körperhöhe am Ansatz von Rücken- und Afterflosse zu deren Ende spitz zu. Die Afterflosse ist länger als die Rückenflosse, die Schwanzflosse ist gegabelt.
Die Fische sind unscheinbar, meist einfarbig gräulich oder bräunlich gefärbt. Wie alle Nilhechte sind Marcusenius-Arten zur Elektrokommunikation und Elektroorientierung fähig.

## Arten
Der Gattung gehören etwa 40 Arten an:

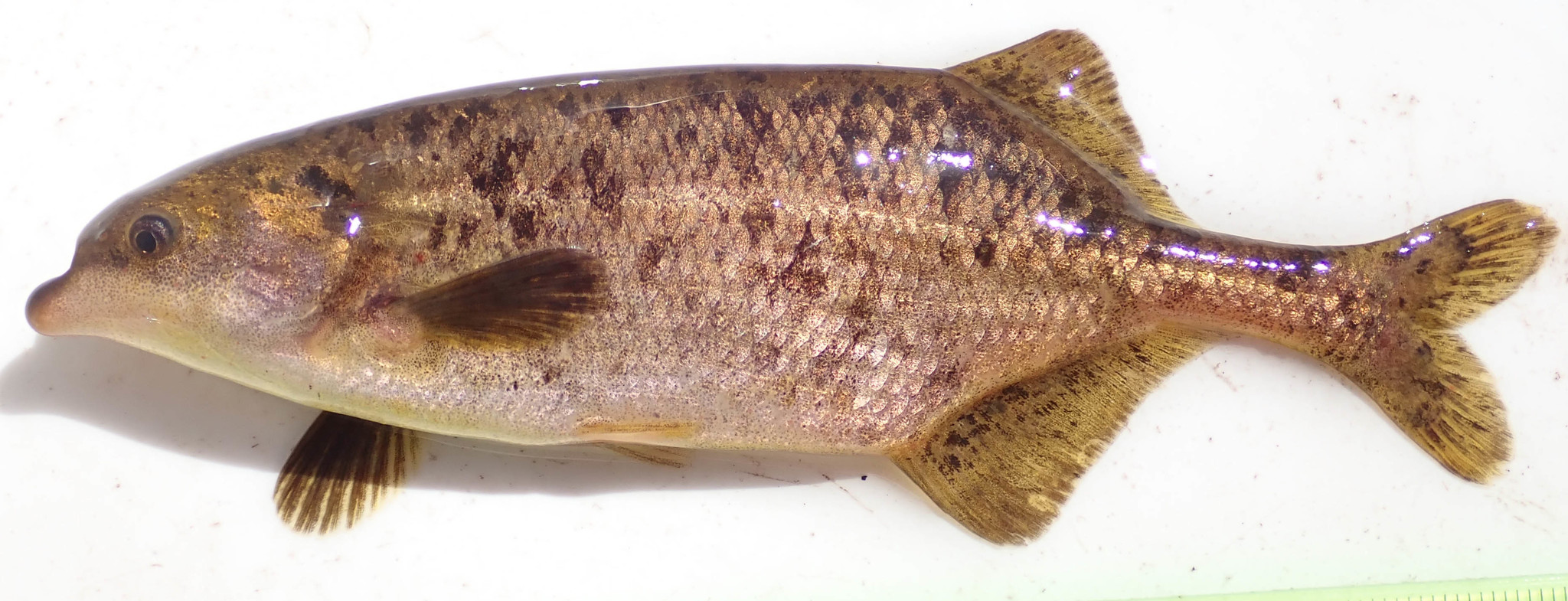
Marcusenius altisambesi

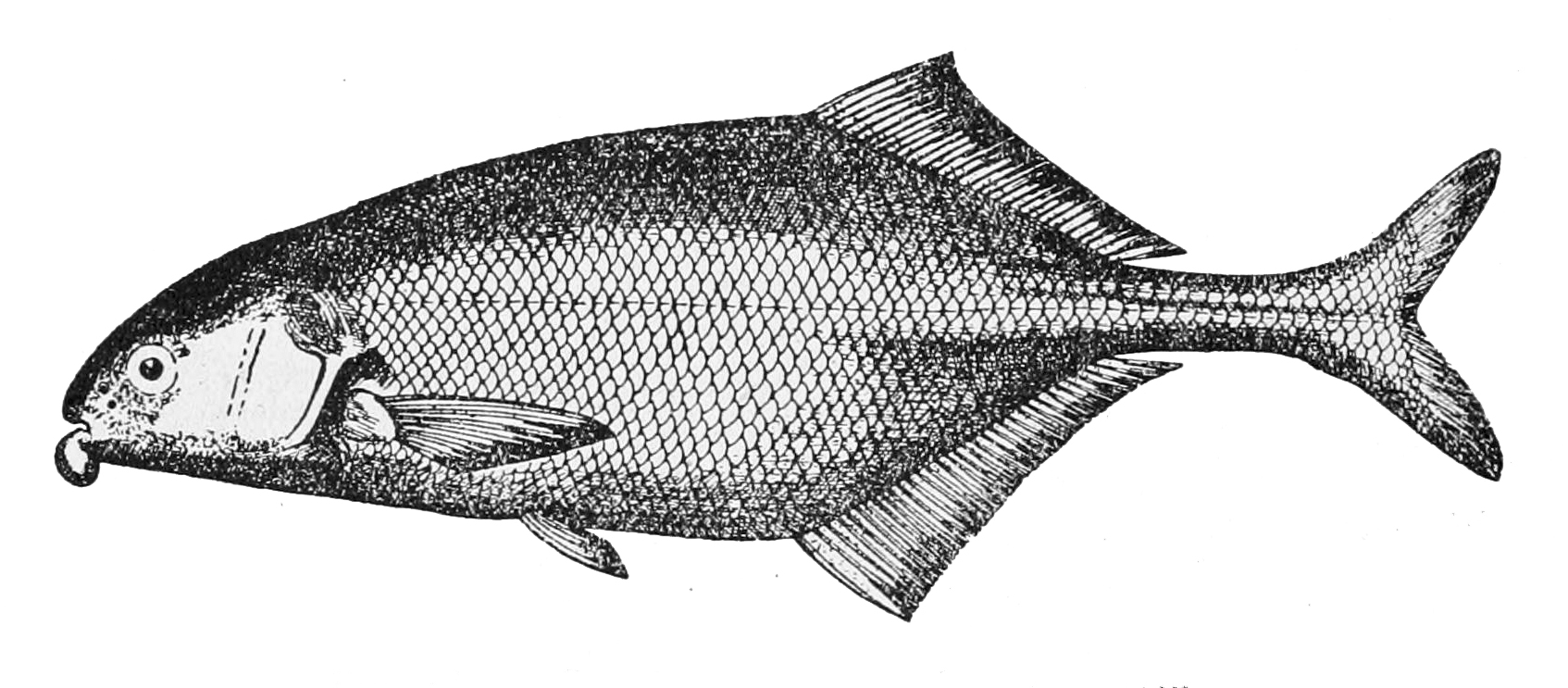
Marcusenius furcidens

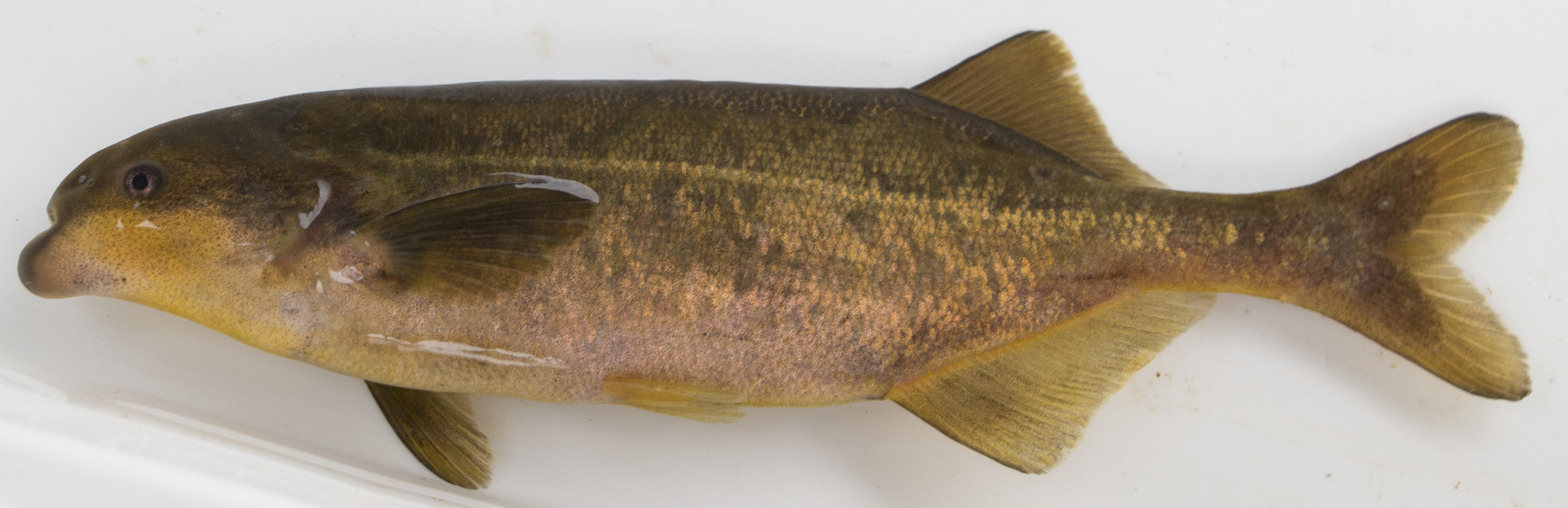
Marcusenius pongolensis

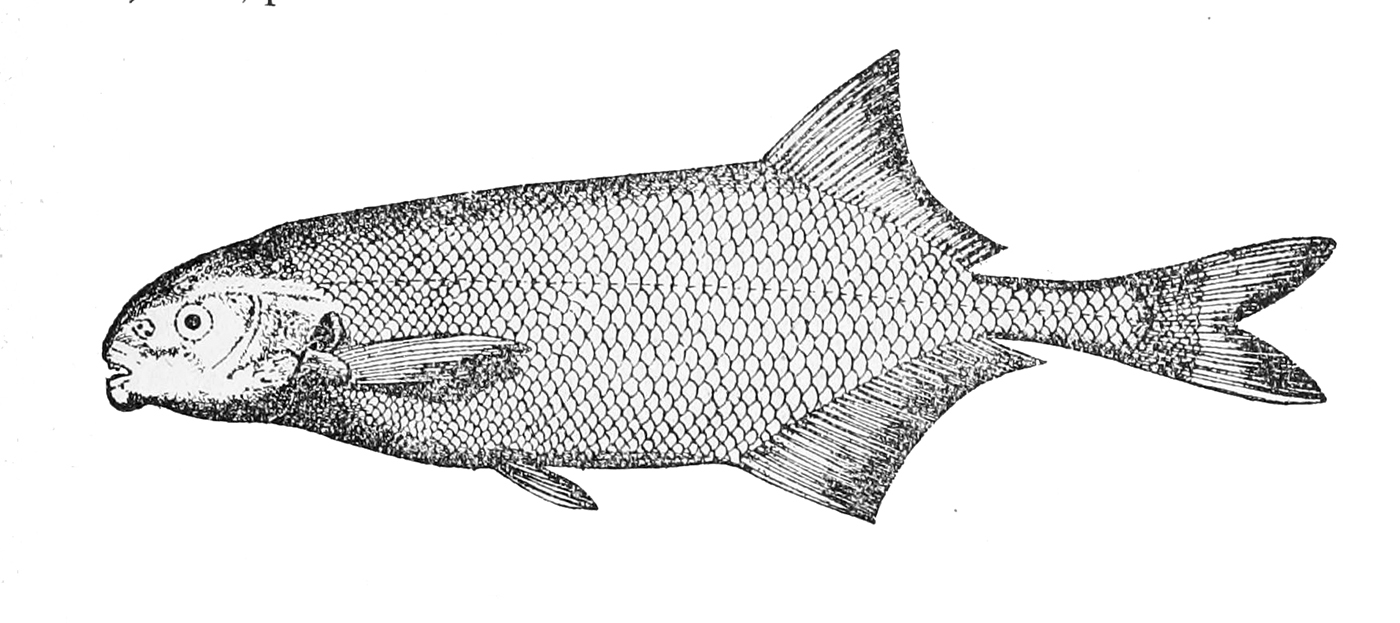
Marcusenius ussheri

- Marcusenius abadii (Boulenger, 1901)
- Marcusenius altisambesi Kramer, Skelton, van der Bank & Wink, 2007
- Marcusenius annamariae (Parenzan, 1939)
- Marcusenius bentleyi (Boulenger, 1897)
- Marcusenius brucii (Boulenger, 1910)
- Marcusenius caudisquamatus Maake et al., 2014
- Marcusenius cuangoanus (Poll, 1967)
- Marcusenius cyprinoides (Linnaeus, 1758)
- Marcusenius deboensis (Daget, 1954)
- Marcusenius devosi Kramer, Skelton, van der Bank & Wink, 2007
- Marcusenius desertus Kramer et al., 2016
- Marcusenius dundoensis (Poll, 1967)
- Marcusenius friteli (Pellegrin, 1904)
- Marcusenius furcidens (Pellegrin, 1920)
- Marcusenius fuscus (Pellegrin, 1901)
- Marcusenius ghesquierei (Poll, 1945)
- Marcusenius gracilis Kramer, 2013
- Marcusenius greshoffii (Schilthuis, 1891)
- Marcusenius intermedius Pellegrin, 1924
- Marcusenius kaninginii Kisekelwa et al., 2016
- Marcusenius krameri Maake et al., 2014
- Marcusenius kutuensis (Boulenger, 1899)
- Marcusenius leopoldianus (Boulenger, 1899)
- Marcusenius livingstonii (Boulenger, 1899)
- Marcusenius lucombesi Maake et al., 2014
- Großschuppiger Nilhecht (Marcusenius macrolepidotus) (Peters, 1852)
- Marcusenius macrophthalmus (Pellegrin, 1924)
- Marcusenius mento (Boulenger, 1890)
- Marcusenius meronai Bigorne & Paugy, 1990
- Marcusenius monteiri (Günther, 1873)
- Marcusenius moorii (Günther, 1867)
- Marcusenius multisquamatus Kramer & Wink, 2013
- Marcusenius ntemensis (Pellegrin, 1927)
- Marcusenius nyasensis (Worthington, 1933)
- Marcusenius rheni (Fowler, 1936)
- Marcusenius sanagaensis Boden, Teugels & Hopkins, 1997
- Schilthuis Nilhecht (Marcusenius schilthuisiae) (Boulenger, 1899)
- Marcusenius senegalensis (Steindachner, 1870)
- Marcusenius stanleyanus (Boulenger, 1897)
- Marcusenius thomasi (Boulenger, 1916)
- Marcusenius ussheri (Günther, 1867)
- Marcusenius victoriae (Worthington, 1929)
- Marcusenius wamuinii Decru et al., 2019